# Esparadrap

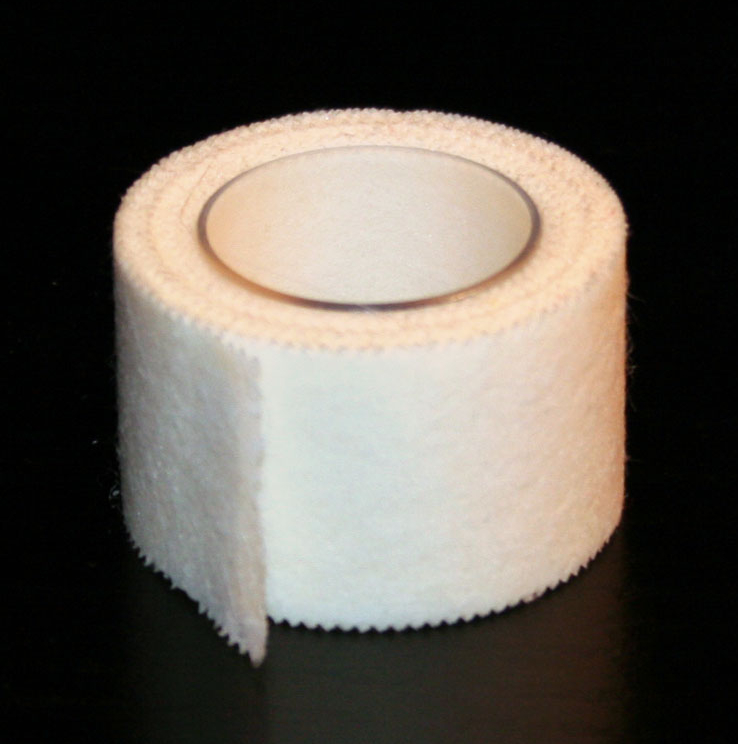
Rotlle d'esparadrap.

L'esparadrap és una cinta de tela o plàstic que té una cara adhesiva i serveix per a subjectar embenats. L'esparadrap forma part dels components de qualsevol farmaciola de primers auxilis. és un tipus de cinta adhesiva sensible a la pressió que s'utilitza en medicina i primers auxilis per subjectar un embenat o un altre apòsit sobre una ferida. Aquestes cintes solen tenir un adhesiu hipoalergènic que està dissenyat per subjectar-se fermament a la pell, els materials de vestir i les capes de cinta subjacents, però per treure fàcilment sense danyar la pell. Permeten que l'aire arribi a la pell ("transpirable"). Algunes cintes transpirables com la cinta de kinesiologia i altres embenats elàstics amb adhesiu són de cotó. La cinta quirúrgica sovint és blanca perquè conté òxid de zinc, que s'afegeix per ajudar a prevenir infeccions. Les cintes fetes de material porós, com ara 3M Micropore, s'utilitzen àmpliament.

## Història
La cinta quirúrgica primitiva, o sparadrapum, probablement consistia en tires de tela impregnades amb algun tipus de guix o xiclet enganxós, que s'aplicava sobre gases o apòsits per a ferides per mantenir-los al seu lloc. Els motlles de guix sobre fractures de vegades s'anomenaven "apòsits espanyols"
En els primers temps moderns apareix una descripció en italià al segle xiii, on la cinta quirúrgica es va registrar com a sparadrappo, encara que hi havia algunes variacions d'ortografia. En francès apareix per primera vegada l'any 1314 com a speradrapu, i en castellà es va documentar com a espadrapo cap al 1495. Origen lingüístic possible en les llengües romàniques europees:
- el primer element lingüístic spara podria provenir del llatí separāre (separar), compost ell mateix verb parāre (preparar, organitzar) i vinculat a una arrel indoeuropea per (Ə)´ -1 (procurar, disposar).
- El segon element prové del llatí drappus (drap o drap), i apareix al segle V aC en l'obra de l'escriptor mèdic grec Oribasius, que especula que aquest terme pot relacionar-se amb un préstec celta.

## Tipus d'esparadraps

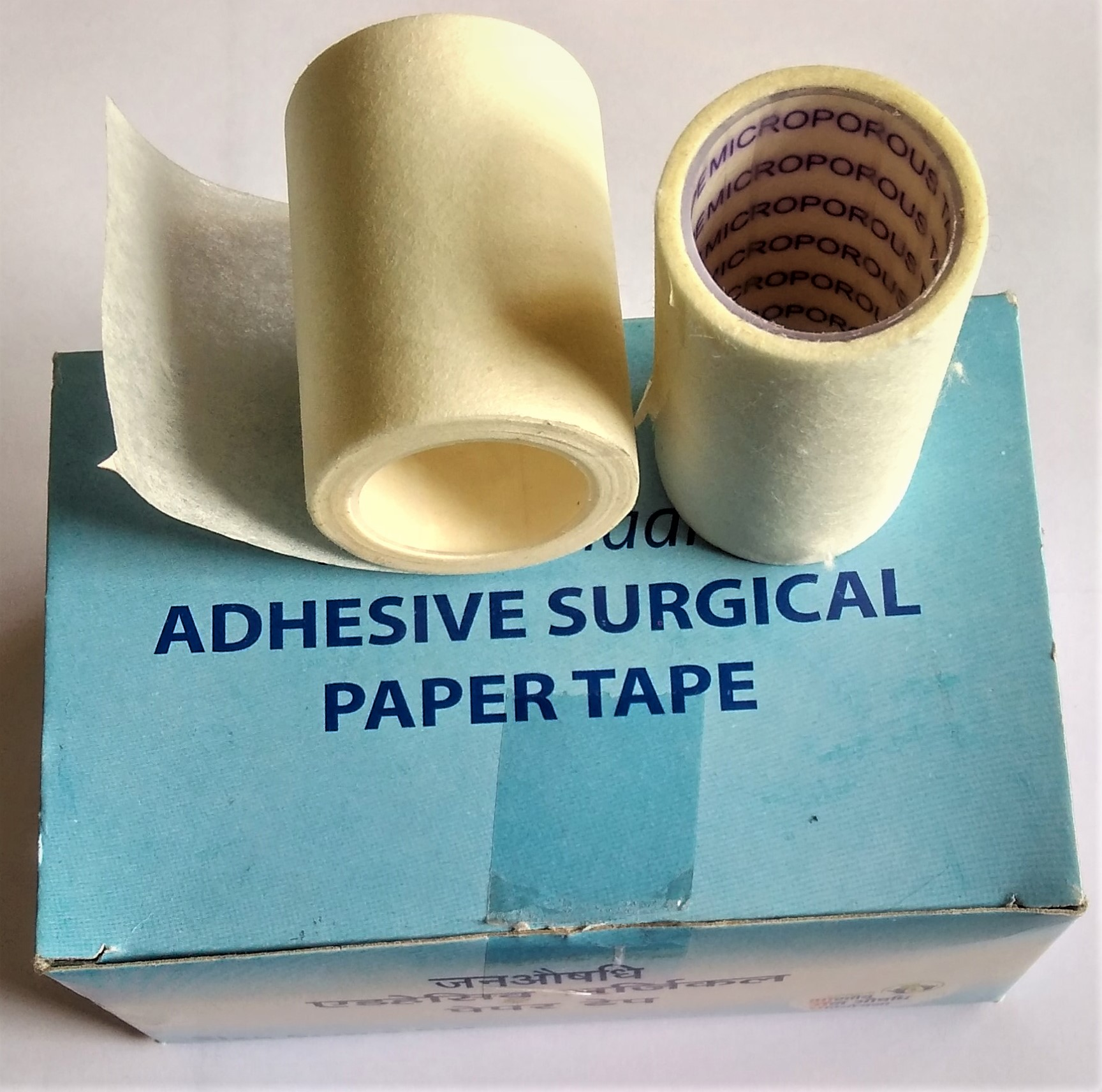
Cinta adhesiva de paper quirúrgic

Segons el material de què està constituït hi ha diversos tipus i qualitats d'esparadrap. Dels tipus d'esparadrap comercialitzat, destaca el que és impermeable i transparent, ja que permet una bona fixació d'embenats i gases sobre la pell. El que té un suport porós de polietilè és altament tolerat per la pell, ja que permet el pas de l'aire i de la humitat. Un esparadrap convé que sigui hipoalergènic, amb bon poder adhesiu, transpirable i alhora impermeable, fàcil d'esquinçar i d'enlairar sense irritar la pell, resistent a les temperatures extremes, a l'envelliment, i permeable a les radiacions.
Els tipus més comuns són les cintes fràgils (com el paper, que s'esquinça fàcilment) o resistents a l'esquinçament (sovint teixit o plàstic) i alguns d'aquests també poden ser impermeables o transpirables o ambdues resistents a l'aigua i parcialment porosos, cosa que permet pas limitat de l'aire i la humitat. Un embenat ha de tenir el poder adhesiu adequat i ser transpirable i alhora impermeable, fàcil d'eliminar sense irritar la pell i resistent a les temperatures extremes, l'envelliment i la radiació solar. Les cintes quirúrgiques per a ús mèdic estan subjectes als requisits continguts en estàndards reconeguts internacionalment com l'estàndard ASTM International ASTM PSTC / 6.